# 六帶扁鱂
六帶扁鱂，為輻鰭魚綱鯉齒目鰕鱂亞目鰕鱂科的其中一種，為熱帶淡水魚，分布於非洲貝南、奈及利亞、喀麥隆、赤道幾內亞、加彭與迦納淡水流域，體長可達10公分，棲息在雜草叢生的溪流、湖泊、沼澤底中層水域，以甲殼類、昆蟲、魚類等危食，生活習性不明，可作為觀賞魚。

## 擴展閱讀
維基物種上的相關：六帶扁鱂